# لقمان الحكيم
لُقْمَان الحَكِيم كان رجلاً حكيما، ذُكر في القرآن وأطلق اسمه على سورة لقمان، وقد عاصر داود وعرف بالحكيم، ولد وعاش في بلاد النوبة، ووصايا لقمان هي إحدى القصص القرآنية التي تتكلم عن حكمة لقمان، وتتمثل في الحكمة التي وهبها الله للقمان الحكيم، وتعدّ لدى المسلمين من أعظم الحكم والمواعظ، إذ كانت حكمته تأتي في مواضعها، وحسب كتب التفسير أن لقمان كان أهون مملوك على سيده، ولكن الله تعالى منّ عليه بالحكمة فغدا أفضلهم لديه.

## التعريف بلقمان الحكيم

### نسبه وعمله
هو لقمان بن ياعور ابن أخت أيوب، أو ابن خالته، وهو من بلاد النوبة ، وقد قال فيه خالد ابن الربيع أنه كان نجارا، وقيل أنه كان خياطا، وقيل أنه كان راعياً، وقد عاصر داوود، أخذ منه العلم وقد أعطاه الله الحكمة عندها.
وذكر المسعودي أنه ولد على عشر سنين من ملك داود عليه السلام ولم يزل باقياً في الأرض، مظهراً للحكمة والزهد إلى أيام يونس بن متى عليه السلام. وليس في القرآن الكريم أية إشارة تمكن من تحديد عصره.

### جعله خليفة بالأرض
وقال رسول الله: «إن لقمان كان عبداً كثير التفكر، حسن الظن، كثير الصمت، أحب الله فأحبه الله، فمن عليه بالحكمة». نودي بالخلافة قبل داوود، فقيل له يا لقمان، هل لك أن يجعلك الله خليفة تحكم بين الناس بالحق؟ قال لقمان: إن أجبرني ربي عزَّ وجل قَبِلت، فإني أعلم أنه إن فعلت ذلك أعانني وعلمني وعصمني، وإن خيرني ربي قبلت العافية ولا أسأل البلاء، فقالت الملائكة: يا لقمان لِمَ؟ قال: لأن الحاكم بأشد المنازل وأكدرها، يغشاه الظلم من كل مكان، فيخذل أو يعان، فإن أصاب فبالحري أن ينجو، وإن أخطأ أخطأ طريق الجنة، ومن يكون في الدنيا ذليلاً خير من أن يكون شريفاً ضائعاً، ومن يختار الدنيا على الآخرة فاتته الدنيا ولا يصير إلى ملك الآخرة. فعجبت الملائكة من حسن منطقه، فنام نومة فغط بالحكمة غطا، فانتبه فتكلم بها .

### حكمته
المشهور عن الجمهور أنه كان حكيما وليا ولم يكن نبي، قال ابن كثير : «كان جمهور السلف على أنه لم يكن نبيّاً، وإنما يُنقل كونه نبياً عن عكرمة» ، وقد ذكره الله في القرآن فأثنى عليه وحكى من كلامه فيما وعظ به ولده الذي هو أحب الخلق إليه وهو أشفق الناس عليه فكان من أول ما وعظ به أن قال: (يا بني لا تشرك بالله إن الشرك لظلم عظيم) فنهاه عنه وحذره منه وقد قال البخاري: حدثنا قتيبة حدثنا جرير عن الأعمش عن إبراهيم عن علقمة عن عبد الله قال: لما نزلت (الذين آمنوا ولم يلبسوا إيمانهم بظلم) شق ذلك على أصحاب رسول الله وقالوا: أينا لم يلبس إيمانه بظلم؟! فقال رسول الله: (إنه ليس بذاك ألم تسمع إلى قول لقمان يا بني لا تشرك بالله إن الشرك لظلم عظيم) رواه مسلم من حديث سليمان بن مهران الأعمش به.
ثم اعترض تعالى بالوصية بالوالدين وبيان حقهما على الولد وأكده وأمر بالإحسان إليهما حتى ولو كانا مشركين ولكن لا يطاعان على الدخول في دينهما إلى أن قال مخبرا عن لقمان فيما وعظ به ولده: ﴿يَا بُنَيَّ إِنَّهَا إِنْ تَكُ مِثْقَالَ حَبَّةٍ مِنْ خَرْدَلٍ فَتَكُنْ فِي صَخْرَةٍ أَوْ فِي السَّمَاوَاتِ أَوْ فِي الْأَرْضِ يَأْتِ بِهَا اللَّهُ إِنَّ اللَّهَ لَطِيفٌ خَبِيرٌ ۝١٦﴾ ينهاه عن ظلم الناس ولو بحبة خردل فإن الله يسأل عنها ويحضرها حوزة الحساب ويضعها في الميزان كما قال تعالى: (إن الله لا يظلم مثقال ذرة) وقال تعالى: (ونضع الموازين القسط ليوم القيامة فلا تظلم نفس شيئا وإن كان مثقال حبة من خردل أتينا بها وكفى بنا حاسبين) وأخبره أن هذا الظلم لو كان في الحقارة كالخردلة ولو كان في جوف صخرة صماء لا باب لها ولا كوة أو لو كانت ساقطة في شيء من ظلمات الأرض أو السموات في اتساعهما وامتداد أرجائهما لعلم الله مكانها إن الله لطيف خبير أي علمه دقيق فلا يخفى عليه الذر مما تراآى للنواظر أو توارى كما قال تعالى: (وما تسقط من ورقة إلا يعلمها ولا حبة في ظلمات الأرض ولا رطب ولا يابس إلا في كتاب مبين) وقال: (وما من غائبة في السماء والأرض إلا في كتاب مبين) وقال: (عالم الغيب لا يعزب عنه مثقال ذرة في السموات ولا في الأرض ولا أصغر من ذلك ولا أكبر إلا في كتاب مبين) وقد زعم السدي في خبره عن الصحابة أن المراد بهذه الصخرة الصخرة التي تحت الأرضين السبع وهكذا حكى عن عطية العوفي وأبي مالك والثوري والمنهال بن عمر وغيرهم وفي صحة هذا القول من أصله نظر ثم إن في هذا هو المراد نظر آخر فإن هذه الآية نكرة غير معرفة فلو كان المراد بها ما قالوه لقال فتكن في الصخرة وإنما المراد فتكن في صخرة أي صخرة كانت كما قال الإمام أحمد حدثنا حسن بن موسى حدثنا ابن لهيعة حدثنا دراج عن أبي الهيثم عن أبي سعيد الخدري عن رسول الله قال: (لو أن أحدكم يعمل في صخرة صماء ليس لها باب ولا كوة لخرج عمله للناس كائنا ما كان).
ثم قال: (يا بني أقم الصلاة) أي أدها بجميع واجباتها من حدودها وأوقاتها وركوعها وسجودها وطمأنينتها وخشوعها وما شرع فيها واجتنب ما ينهي عنه فيها.
ثم قال: (وامر بالمعروف وانه عن المنكر) أي بجهدك وطاقتك أي إن استطعت باليد فباليد وإلا فبلسانك فإن لم تستطع فبقلبك. ثم أمره بالصبر فقال: (واصبر على ما أصابك) وذلك أن الأمر بالمعروف والناهي عن المنكر في مظنة أن يعادى وينال منه ولكن له العاقبة ولهذا أمره بالصبر على ذلك ومعلوم أن عاقبة الصبر الفرج وقوله: (إن ذلك من عزم الأمور) التي لا بد منها ولا محيد عنها وقوله: (ولا تصعر خدك للناس) قال ابن عباس ومجاهد وعكرمة وسعيد بن جبير والضحاك ويزيد بن الأصم وأبو الجوزاء وغير واحد معناه: لا تتكبر على الناس وتميل خدك حال كلامك لهم وكلامهم لك على وجه التكبر عليهم والازدراء لهم. قال أهل اللغة وأصل الصعر داء يأخذه الإبل في أعناقها فتلتوي رؤوسها فشبه به الرجل المتكبر الذي يميل وجهه إذا كلم الناس أو كلموه على وجه التعظم عليهم قال أبو طالب في شعره:
وقال عمرو بن حيي التغلبي:
وقوله: (ولا تَمشِ في الأَرضِ مَرَحاً إنّ اللّهَ لا يُحِبُ كُلَّ مُختَالٍ فَخُورٍ) ينهاه عن التبختر في المشية على وجه العظمة والفخر على الناس كما قال تعالى: (ولا تمش في الأرض مرحا إنك لن تخرق الأرض ولن تبلغ الجبال طولا). ثم قال: (واغضض من صوتك) يعني إذا تكلمت لا تتكلف رفع صوتك فإن أرفع الأصوات وأنكرها صوت الحمير وقد ثبت في الصحيحين الأمر بالاستعاذة عند سماع صوت الحمير بالليل فإنها رأت شيطانا ولهذا نهى عن رفع الصوت حيث لا حاجة إليه ولا سيما عند العطاس فيستحب خفض الصوت وتخمير الوجه كما ثبت به الحديث من صنيع رسول الله فأما رفع الصوت بالأذان وعند الدعاء إلى الفئة للقتال وعند الإهلاك ونحو ذلك فذلك مشروع.
فهذا مما قصه الله عن لقمان في القرآن من الحكم والوصايا النافعة الجامعة للخير المانعة من الشر وقد وردت آثار كثيرة في أخباره ومواعظه وقد كان له كتاب يؤثر عنه يسمى بحكمة لقمان.

## وصايا لقمان

### وصايا لقمان لابنه وذكره في القرآن
ذكر القرآن لقمان باسمه صراحة في سورة باسمه (سورة لقمان) وفيها يوصي ابنه بوصايا خلدها القرآن، قال تعالى: ﴿وَلَقَدْ آتَيْنَا لُقْمَانَ الْحِكْمَةَ أَنِ اشْكُرْ لِلَّهِ وَمَنْ يَشْكُرْ فَإِنَّمَا يَشْكُرُ لِنَفْسِهِ وَمَنْ كَفَرَ فَإِنَّ اللَّهَ غَنِيٌّ حَمِيدٌ ۝١٢ وَإِذْ قَالَ لُقْمَانُ لِابْنِهِ وَهُوَ يَعِظُهُ يَا بُنَيَّ لَا تُشْرِكْ بِاللَّهِ إِنَّ الشِّرْكَ لَظُلْمٌ عَظِيمٌ ۝١٣ وَوَصَّيْنَا الْإِنْسَانَ بِوَالِدَيْهِ حَمَلَتْهُ أُمُّهُ وَهْنًا عَلَى وَهْنٍ وَفِصَالُهُ فِي عَامَيْنِ أَنِ اشْكُرْ لِي وَلِوَالِدَيْكَ إِلَيَّ الْمَصِيرُ ۝١٤ وَإِنْ جَاهَدَاكَ عَلَى أَنْ تُشْرِكَ بِي مَا لَيْسَ لَكَ بِهِ عِلْمٌ فَلَا تُطِعْهُمَا وَصَاحِبْهُمَا فِي الدُّنْيَا مَعْرُوفًا وَاتَّبِعْ سَبِيلَ مَنْ أَنَابَ إِلَيَّ ثُمَّ إِلَيَّ مَرْجِعُكُمْ فَأُنَبِّئُكُمْ بِمَا كُنْتُمْ تَعْمَلُونَ ۝١٥ يَا بُنَيَّ إِنَّهَا إِنْ تَكُ مِثْقَالَ حَبَّةٍ مِنْ خَرْدَلٍ فَتَكُنْ فِي صَخْرَةٍ أَوْ فِي السَّمَاوَاتِ أَوْ فِي الْأَرْضِ يَأْتِ بِهَا اللَّهُ إِنَّ اللَّهَ لَطِيفٌ خَبِيرٌ ۝١٦ يَا بُنَيَّ أَقِمِ الصَّلَاةَ وَأْمُرْ بِالْمَعْرُوفِ وَانْهَ عَنِ الْمُنْكَرِ وَاصْبِرْ عَلَى مَا أَصَابَكَ إِنَّ ذَلِكَ مِنْ عَزْمِ الْأُمُورِ ۝١٧ وَلَا تُصَعِّرْ خَدَّكَ لِلنَّاسِ وَلَا تَمْشِ فِي الْأَرْضِ مَرَحًا إِنَّ اللَّهَ لَا يُحِبُّ كُلَّ مُخْتَالٍ فَخُورٍ ۝١٨ وَاقْصِدْ فِي مَشْيِكَ وَاغْضُضْ مِنْ صَوْتِكَ إِنَّ أَنْكَرَ الْأَصْوَاتِ لَصَوْتُ الْحَمِيرِ ۝١٩﴾ سورة لقمان، الآيات: 13-19.

### اسم ابن لقمان
قال السهيلي: اسم ابنه ثاران، في قول الطبري والقتبي. وقال الكلبي: مشكم. وقيل أنعم، حكاه النقاش. وذكر القشيري أن ابنه وامرأته كانا كافرين فما زال يعظهما حتى أسلما. قلت: ودل على هذا قوله: (لا تشرك بالله إن الشرك لظلم عظيم)

### من حكم لقمان المأثورة
| - يا بني ! ارج الله رجاءً لا تأمن فيه مكره، وخاف الله مخافة لا تيأس بها رحمته. - يا بني ! أكثر من قول : رب اغفر لي، فإن لله ساعة لا يُردُّ فيها سائل. - يا بني ! إن العمل لا يستطاع إلا باليقين، ومن يضعف يقينه يضعف عمله. - يا بني ! إذا جاءك الشيطان من قبل الشك والريبة فأغلبه باليقين، وإذا جاءك من قبل السآمة فأغلبه بذكر القبر والقيامة، وإذا جاءك من قبل الرغبة والرهبة فأخبره أن الدنيا مفارقةُ متروكة. - يا بني ! اتخذ تقوى الله تجارةً، يأتيك الربح من غير بضاعة. - يا بني ! إياك والكذب، فإنه شهي كلحم العصفور، عما قليل يقلى صاحبه. - يا بني ! لا تأكل شبعاً على شبع، فإنك إن تلقه للكلب خيرٌ من أن تأكله. - يا بني ! لا تكن حلواً فتبلع، ولا مراً فتلفظ. - يا بني ! لا تؤخر التوبة فأن الموت يأتي بغتة. - يا بني ! اتق الله، ولا تُر الناس أنك تخشى الله ليكرموك بذلك وقلبك فاجر. - يا بني ! ما ندمت على الصمت قط. وإن كان الكلام من الفضة كان السكوت من الذهب. - يا بني ! اعتزل الشر كيما يعتزلك، فإن الشر للشر خلق. - يا بني ! ليكن لك علو الهمة في طلب الجنة والعزم للشهادة في سبيل الله. | - يا بني ! اختر المجالس على عينك، فإذا رأيت المجلس يُذكرُ الله عز وجل فيه فاجلس معهم، فإنك إن تك عالماً ينفعك علمك وإن تك عييًّا يعلموك، وان يطلع الله عز وجل إليهم برحمة تصبك معهم. - يا بني ! انصب رايتك راية الحق ورباطك في سبيل الله خير من خير في الدنيا. - يا بني ! انزل نفسك منزلة من لا حاجة له بك ولا بدَّ لك منه. - يا بني ! إن الحكمة أجلست المساكين مجالس الملوك. - يا بني ! جالس العلماء وزاحمهم بركبتك، فإن الله ليحيي القلوب الميتة بنور الحكمة كما يحيي الأرض الميتة بوابل السماء. - يا بني ! امتنع مما يخرج من فيك، فإن ما سكتَّ سالم وإنما ينبغي لك من القول ما ينفعك. - يا بني ! إنك منذ نزلت إلى الدنيا استدبرتها واستقبلت الأخرى. فدارٌ أنت إليها تسير أقرب من دارٍ أنت عنها تباعد. - يا بني ! إياك والدَّين، فإنه ذلُّ النهار همّ الليل. - يا بني ! لا يأكل طعامك إلا الأتقياء، وشاور في أمرك الحكماء. - يا بني ! من كذب ذهب ماء وجهه، ومن ساء خلقه كثر غمه. - يا بني ! نقل الصخور من مواضعها أيسر من إفهام من لا يفهم. - يا بني ! إعلم بأن الجهاد ذروة سنام الإسلام. |

- وأول ما ظهر من حكمته: أنه كان مع سيده، فدخل سيده الخلاء فأطال الجلوس، فناداه لقمان: إن طول الجلوس على الحاجة تنجع منه الكبد، ويورث الباسور، ويصعد الحرارة إلى الرأس، فاقعد هوينا وقم. فخرج سيده وكتب حكمته على باب الخلاء. وقيل: كان سيده يقامر، وكان على بابه نهر جار، فلعب يوما بالنرد على أن من قمر صاحبه شرب الماء الذي في النهر كله أو افتدى منه! فقمر سيد لقمان، فقال له القامر: اشرب ما في النهر وإلا فافتد منه! قال: فسلني الفداء؟ قال: عينيك افقأهما أو جميع ما تملك؟ قال: أمهلني يومي هذا. قال: لك ذلك. فأمسى كئيبا حزينا، إذ جاءه لقمان وقد حمل حزمة حطب على ظهره فسلم على سيده ثم وضع ما معه ورجع إلى سيده، وكان سيده إذا رآه عبث به فيسمع منه الكلمة الحكيمة فيعجب منه، فلما جلس إليه قال لسيده: ما لي أراك كئيبا حزينا؟ فأعرض عنه فقال له الثانية مثل ذلك، فأعرض عنه ثم قال له الثالثة مثل ذلك فأعرض عنه، فقال له: أخبرني فلعل لك عندي فرجا؟ فقص عليه القصة، فقال له لقمان: لا تغتم فإن لك عندي فرجا، قال: وما هو؟ قال: إذا أتاك الرجل فقال لك اشرب ما في النهر، فقل له أشرب ما بين ضفتي النهر أو المد؟ فإنه سيقول لك اشرب ما بين الضفتين، فإذا قال لك ذلك فقل له احبس عني المد حتى أشرب ما بين الضفتين، فإنه لا يستطيع أن يحبس عنك المد، وتكون قد خرجت مما ضمنت له. فعرف سيده أنه قد صدق فطابت نفسه، فأعتقه.[8]
- ومن حكمته كما روى ابن جرير حدثنا ابن وَكِيع، حدثنا أبي، عن أبي الأشهب، عن خالد الرَّبَعِيّ قال: كان لقمان عبدًا حبشيا نجارا، فقال له مولاه: اذبح لنا هذه الشاة. فذبحها، فقال: أخْرجْ أطيب مُضغتين فيها. فأخرج اللسان والقلب، فمكث ما شاء الله ثم قال: اذبح لنا هذه الشاة. فذبحها، فقال: أخرج أخبث مضغتين فيها. فأخرج اللسان والقلب، فقال له مولاه: أمرتك أن تخرج أطيب مضغتين فيها فأخرجتهما، وأمرتك أن تخرج أخبث مضغتين فيها فأخرجتهما. فقال لقمان: إنه ليس من شيء أطيب منهما إذا طابا، ولا أخبث منهما إذا خَبُثا.[11]

## قبره
جاء في معجم البلدان:
- بطبرية من المزارات في شرق بحيرتها قبل سليمان بن داود عليهما السلام،
- ومشهور أنه في بيت لحم في المغارة التي فيها مولد عيسى وفي شرق بحيرة طبرية قبر لقمان الحكيم وابنه،
- وله باليمن قبر.
- وقيل أن قبره بمنطة بلجرشي بقبيلة غامد في قرية تدعى حزنة.

والله أعلم بالصحيح منها.
- ورد موضع مرقد لقمان الحكيم شمال شرق بغداد في سياق الأماكن التي مرت بها الحملة العسكرية زمن الدولة العثمانية التي قادها السلطان سليمان القانوني من أجل فتح بغداد (1534) وإنتزاعها من الدولة الصفوية، حيث وصل السلطان بجيشه مرقد (الشيخ سكران) ومرقد (لقمان الحكيم) بالقرب منه، بعد ان رأوا في طريقهم مرقد (الشيخ مكارم)، ثم وصلوا الإمام الأعظم فنزل السلطان عن فرسه فزار مرقده ثم ركب وسار بجيوشه إلى بغداد.[13]

وذكر المؤرخ ياسين بن خير الله العمري ان نهر الخالص يمر بعدة قرى منها: دوخلة، ثم ينكجة، ثم السكران، ثم لقمان، ثم هبهب.

## وصلات خارجية
- طريق الإسلام، تسجيل لمحمد المصري، بعنوان: وصايا لقمان.